# Маркович, Драго
Драго Маркович (серб. Драго Марковић; 5 ноября 1901, Кучине — 17 июля 1943, Шековичи) — югославский партизан Второй мировой войны, Народный герой Югославии.

## Биография
Родился 5 ноября 1901 в селе Кучине близ Сплита в рабочей семье. В молодости работал на фабрике по производству цемента в Солине. Участвовал в демонстрациях и стачках рабочих, вскоре был принят в Коммунистическую партию Югославии. В 1941 году вступил в партизанское движение, организовал массовую закупку оружия для партизан. Нёс службу в Сплитском партизанском отряде, 11 августа 1941 был назначен его командиром. В марте 1942 вошёл в состав новосозданного Мосорского партизанского отряда. Позднее вошёл во 2-ю далматинскую пролетарскую ударную бригаду, где был назначен политруком 1-й роты 3-го батальона. Участвовал в сражениях на Неретве и Сутьеске.
17 июля 1943 года погиб, обороняя больницу в Тузле от немецко-усташских войск. 27 ноября 1953 года посмертно награждён Орденом Народного героя.